# 끌레르몽페랑 단편 영화제

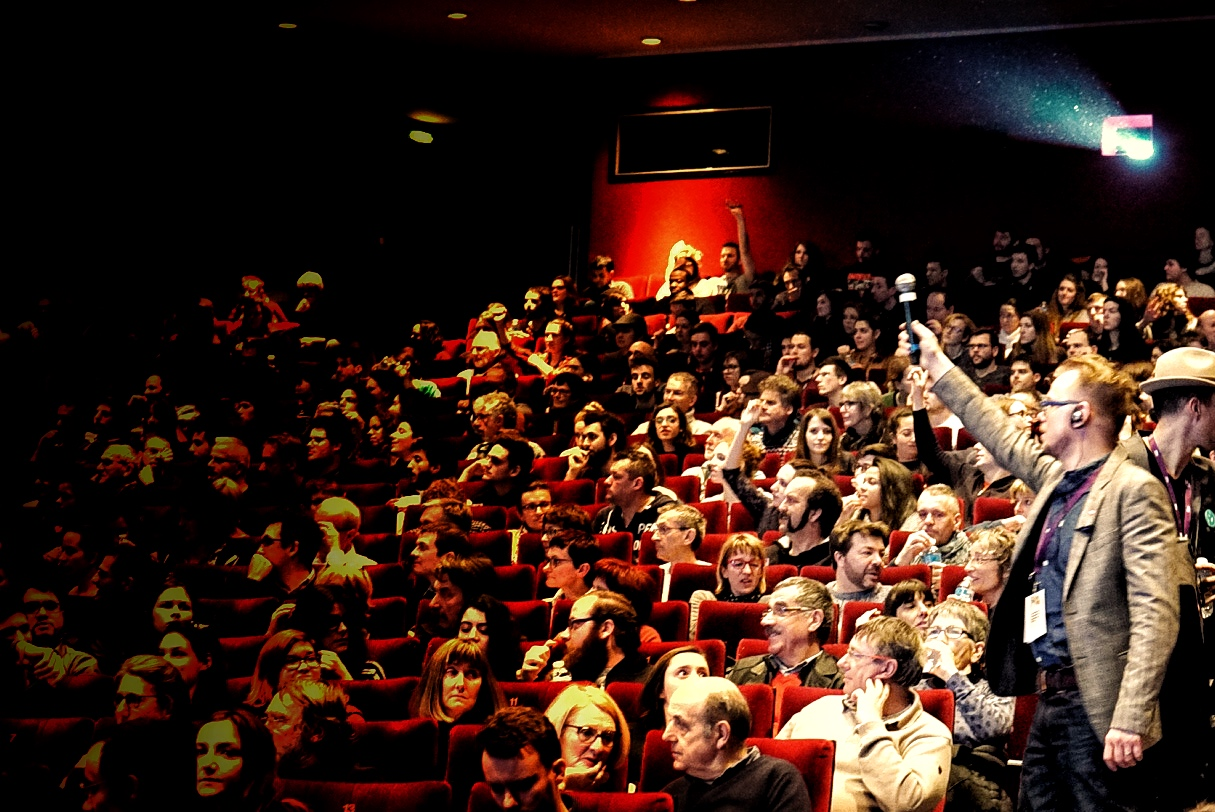

끌레르몽페랑 단편 영화제(프랑스어: Festival international du court métrage de Clermont-Ferrand, 영어: Clermont-Ferrand International Short Film Festival)는 프랑스 클레르몽페랑에서 해마다 개최되는 단편 영화 전문의 국제영화제이다.

## 역사
1979년, 끌레르몽페랑 대학교 영화협회에 의해 '단편 영화의 주'(Short Film Week)가 조직됐다. 1982년, 이 영화제는 경쟁 부문이 도입되어 근래의 프랑스 단편 영화 중 선별된 영화에 상들이 수여됐다. 전 세계의 특정 주제, 장르, 국가 및 지역을 강조하는 특별 프로그램에 국제 영화제들이 등장했다. 관중들은 과거와 현재의 위대한 단편 영화 제작자들에게 찬사를 보냈다.
1986년, 단편 영화들의 경제성을 제고시킬 목적으로 제1회 끌레르몽페랑 단편 영화제가 조직되었다.